# Chiến dịch Gorodok (1943)
Chiến dịch Gorodok (1943) là hoạt động quân sự quy mô lớn đầu tiên của Phương diện quân Pribaltic 1 (Liên Xô) kể từ khi nó được đổi tên từ Phương diện quân Kalinin ngày 20 tháng 10 năm 1943. Chiến dịch được thực hiện từ ngày 2 tháng 11 đến ngày 31 tháng 12 năm 1943 nhằm đánh tiêu hao Tập đoàn quân xe tăng 3 (Đức) đang phòng thủ trên khu vực đông bắc của cái gọi là "Ban công Byelorussia" do tuyến phòng thủ lồi sang phía đông của quân đội Đức Quốc xã tạo nên. Sau 18 ngày chiến đấu, Quân đội Liên Xô đã đánh bại 11 sư đoàn Đức, trong đó, tiêu diệt 3 sư đoàn; mở rộng khu vực bàn đạp Nevel sang phía tây bắc, phía tây và phía nam, đánh chiếm thị trấn Gorodok, cắt đứt đường sắt Vitebsk - Polotsk và bao vây Vitebsk từ phía tây, phía bắc và phía đông. Mặc dù chưa chiếm được Vitebsk như mục tiêu đề ra nhưng Phương diện quân Pribaltic 1 (Liên Xô) đã cải thiện được thế trận vững chắc trên cánh Bắc của mặt trận Byelorussia, tạo điều kiện để phối hợp với các Phương diện quân Byelorussia 1, 2 và 3 tiến hành thành công Chiến dịch Bagration sau đó nửa năm, đánh đuổi quân đội Đức Quốc xã ra khỏi lãnh thổ Liên Xô, giải phóng Byelorussia sau 3 năm bị quân đội Đức Quốc xã chiếm đóng.

## Tình huống mặt trận
Do kết quả của Chiến dịch tấn công Nevel, quân đội Liên Xô đã có một bàn đạp lợi hại để tiếp tục phát triển tấn công. Tuy nhiên, với binh lực chỉ có hai tập đoàn quân xung kích (tổng cộng 12 sư đoàn), Phương diện quân Kalinin không đủ lực lượng để tiếp tục thực hiện kế hoạch. Ngày 20 tháng 10, Đại bản doanh Bộ Tổng tư lệnh tối cao Liên Xô ra chỉ lệnh cơ cấu lại các Phương diện quân trên mặt trận Xô-Đức. Theo đó, Phương diện quân Kalinin được đổi thành Phương diện quân Pribaltic 1. Thượng tướng Ivan Khristoforovich Bagramian được bổ nhiệm chức vụ tư lệnh Phương diện quân này, thay thế thượng tướng Andrei Ivanovich Yeryomenko được điều động về Đại bản doanh và sau đó đến chỉ huy Tập đoàn quân độc lập Duyên hải tại mặt trận Krym.
Sau khi mất Nevel, quân đội Đức Quốc xã tổ chức nhiều trận phản kích ở phía nam thành phố này và tạm thời chặn đứng quân đội Liên Xô tại tuyến phòng ngự giữa các hồ Nevel, Yemnets, Ordovo, Yezerishe và Senitsa. Tuy nhiên, bằng các trận đánh lấn quy mô nhỏ cấp sư đoàn và trung đoàn, các tập đoàn quân xung kích 3 và 4 (Liên Xô) đã mở rộng phạm vi kiểm soát xung quanh Nevel. Khi tiếp nhận Phương diện quân Pribaltic 1, tướng I. Kh. Bagramian cho rằng các trận đánh nhỏ lẻ nhưng rất ác liệt, tích tụ thương vong lớn cho quân đội Liên Xô nhưng đem lại ít kết quả. Cần phải tạo ra một bước đột phá để tiếp cận Vitebsk mới có thể thúc đẩy sự phát triển tấn công của Phương diện quân. Ngoài mục tiêu mở rộng bàn đạp Nevel, cần phải thủ tiêu cụm quân Đức tại phía bắc Gorodok, nơi xuất phát của các cuộc phản kích của quân Đức vào phía nam Nevel. Từ đó mới có thể tạo ra những bước ngoặt mới.
Cuối năm 1943, các diễn biến chiến sự lớn trên mặt trận Xô-Đức diễn ra chủ yếu tại khu vực sông Dniepr và xung quanh Leningrad. Ở Ukraina, quân đội Liên Xô giải phóng Kiev và bắt tay vào các chiến dịch thu hồi vùng hữu ngạn sông Dniepr, Ở phía bắc, Phương diện quân Leningrad và Phương diện quân Volkhov đã phá vỡ vòng phong tỏa Leningrad và không ngừng đẩy quân Đức cũng như quân Phần Lan ra xa thành phố. Trên hướng Tây, sau khi giải phóng các khu vực Smolensk, Roslavl, Bryansk, các phương diện quân Liên Xô phải dừng lại trước các cửa ngõ tiến vào Byelorussia do một phần lực lượng dự bị đã sử dụng hết, một phần lớn đã được điều đi tăng cường cho các mặt trận phía bắc và phía nam trong các chiến dịch tấn công lớn. Để tạo ra bước ngoặt, Phương diện quân Pribaltic 1 cần được bổ sung lực lượng hoặc thu hẹp chính diện. Xét thấy các trận tấn công vỗ mặt của Phương diện quân Tây trên khu vực Orsha và Mogilev khó thu được kết quả khả quan. Ngày 19 tháng 11 năm 1943, STAVKA điều động Tập đoàn quân cận vệ 11 (lúc này đã hoàn thành Chiến dịch tấn công Bryansk) cho Phương diện quân Pribaltic 1, điều động Tập đoàn quân cận vệ 6 tăng cường cho Phương diện quân Pribaltic 2 Phương diện quân Pribaltic 1 chuyển giao Tập đoàn quân 39 cho Phương diện quân Byelorussia 3 (Phương diện quân Tây cũ). Tập đoàn quân xung kích 3 cũng được chuyển giao cho Phương diện quân Pribaltic 2. Chính diện của Phương diện quân Pribaltic được thu hẹp bớt khoảng 100 km, trong đó có hơn 70 km chính diện hướng Tây và tây bắc Nevel được chuyển giao cho Phương diện quân Pribaltic 2.

## Binh lực và kế hoạch

### Quân đội Liên Xô

#### Binh lực
Phương diện quân Prialtic 1 do thượng tướng I. Kh. Bagramian làm tư lệnh, sử dụng cánh phải tấn công hướng Nevel - Gorodok. Binh lực bao gồm:
- Tập đoàn quân cận vệ 11 do trung tướng K. N. Galitsky chỉ huy. Thành phần gồm có:
  - Bộ binh: Các quân đoàn cận vệ 8, 16, 36; các sư đoàn cận vệ 18, 90. Tổng cộng 11 sư đoàn.
  - Pháo binh: 2 sư đoàn pháo binh hỗn hợp, 3 trung đoàn Katyusha, 3 trung đoàn lựu pháo, 1 trung đoàn pháo chống tăng, 1 sư đoàn và 5 trung đoàn súng cối, 2 sư đoàn và 1 trung đoàn phòng không.
  - Thiết giáp: Quân đoàn xe tăng cận vệ 1 gồm 3 lữ đoàn tăng, 2 trung đoàn cơ giới, 1 trung đoàn pháo tự hành, 1 trung đoàn pháo chống tăng, 1 trung đoàn phòng không, 1 tiểu đoàn trinh sát cơ giới; Lữ đoàn xe tăng cận vệ 10, Trung đoàn xe tăng cận vệ 2.
  - Phóng hỏa: 2 đại đội súng phun lửa.
  - Công binh: 1 lữ đoàn công binh hỗn hợp, 2 tiểu đoàn công binh công trình.
- Tập đoàn quân xung kích 4 do trung tướng V. I. Svetsov chỉ huy. Thành phần gồm có:
  - Bộ binh: các quân đoàn cận vệ 2, 22; các quân đoàn 60, 83. Tổng cộng 11 sư đoàn và 1 lữ đoàn.
  - Kỵ binh: Quân đoàn kỵ binh cận vệ 3 gồm 3 sư đoàn kỵ binh, 1 trung đoàn pháo tự hành, 1 trung đoàn cơ giới, 1 trung đoàn pháo chống tăng, 1 trung đoàn súng cối, 1 trung đoàn phòng không.
  - Pháo binh: 1 trung đoàn pháo nòng dài, 1 trung đoàn lựu pháo, 1 trung đoàn Katyusha, 1 trung đoàn pháo chống tăng, 3 trung đoàn súng cối, 1 trung đoàn phòng không.
  - Thiết giáp: Quân đoàn xe tăng 5 gồm 3 lữ đoàn xe tăng, 1 lữ đoàn cơ giới, 3 trung đoàn pháo tự hành, 1 trung đoàn súng cối, 1 tiểu đoàn trinh sát cơ giới, 1 trung đoàn phòng không; các Lữ đoàn xe tăng 34 (cận vệ) và 236; Tiểu đoàn xe tăng độc lập 171.
  - Phóng hỏa: 1 đại đội súng phun lửa.
  - Công binh: 1 lữ đoàn công binh hỗn hợp, 2 tiều đoàn công binh công trình, 1 tiểu đoàn rà phá mìn.
- Tập đoàn quân 43 do trung tướng K. D. Golubev chỉ huy. Thành phần gồm có:
  - Bộ binh: Các quân đoàn 1, 91, 92. Tổng cộng 8 sư đoàn và 2 lữ đoàn.
  - Pháo binh: 1 trung đoàn pháo nòng dài, 4 trung đoàn lựu pháo, 2 trung đoàn pháo chống tăng, 1 lữ đoàn và 1 trung đoàn súng cối, 2 trung đoàn phòng không.
  - Thiết giáp: các lữ đoàn xe tăng 60, 143; Lữ đoàn cơ giới 46, Trung đoàn xe tăng độc lập 105.
  - Công binh: 2 tiểu đoàn công binh hỗn hợp, 1 tiểu đoàn rà phá mìn.
- Tập đoàn quân không quân 3 của trung tướng N. F. Papivin. Thành phần gồm có:
  - Tiêm kích: 2 quân đoàn và 2 sư đoàn
  - Cường kích: 1 quân đoàn, 2 sư đoàn và 1 trung đoàn.
  - Ném bom: 1 sư đoàn và 1 trung đoàn.
  - Vận tải, cứu hộ: 2 trung đoàn.
  - Trinh sát, liên lạc: 1 trung đoàn
  - Pháo phòng không: 3 trung đoàn.

Phương diện quân Pribaltic 2 do thượng tướng M. M. Popov làm tư lệnh, sử dụng cánh trái tấn công trên hướng Nevel - Pskov. Binh lực bao gồm:
- Tập đoàn quân cận vệ 6 do trung tướng I. M. Chistyakov chỉ huy. Thành phần gồm có:
  - Bộ binh: Quân đoàn cận vệ 23, các quân đoàn 96, 97, 98. Tổng cộng 11 sư đoàn.
  - Pháo binh: Sư đoàn pháo tầm xa 20, Sư đoàn pháo binh hỗn hợp 27, 1 lữ đoàn và 1 trung đoàn lựu pháo, 1 lữ đoàn và 2 trung đoàn pháo chống tăng, 1 lữ đoàn và 4 trung đoàn súng cối, 2 sư đoàn và 3 trung đoàn phòng không.
  - Thiết giáp: Lữ đoàn xe tăng cận vệ 38; các trung đoàn xe tăng cận vệ 3, 27 và 30; các trung đoàn xe tăng độc lập 32, 38, 65, 221 và 249; Trung đoàn pháo tự hành 1539.
  - Phóng hỏa: Tiểu đoàn súng phun lửa 18
  - Công binh: 1 lữ đoàn công binh cầu đường, 2 tiểu đoàn công binh công trình.
- Tập đoàn quân xung kích 3 do thượng tướng N. E. Chibisov chỉ huy. Thành phần gồm có:
  - Bộ binh: các quân đoàn 79, 90, 93, 100. Tổng cộng 12 sư đoàn.
  - Pháo binh: 2 trung đoàn pháo nòng dài, 1 trung đoàn lựu pháo, 1 trung đoàn pháo chống tăng, 3 trung đoàn súng cối, 1 trung đoàn và 1 tiểu đoàn phòng không.
  - Thiết giáp: Lữ đoàn xe tăng cận vệ 29; các lữ đoàn xe tăng 78, 92, 118; Trung đoàn pháo tự hành 1453.
  - Công binh: 1 lữ đoàn công binh hỗn hợp, 2 tiểu đoàn công binh công trình.
- Một phần Tập đoàn quân không quân 15 do trung tướng N. F. Naumenko chỉ huy. Thành phần tham gia chiến dịch gồm có:
  - Tiêm kích: Sư đoàn 315 và Trung đoàn 293.
  - Cường kích: Sư đoàn cận vệ 3.
  - Ném bom: Các trung đoàn 1, 55, 99
  - Trinh sát, liên lạc: Trung đoàn 15.
  - Cứu hộ: Trung đoàn 1003.
  - Pháo phòng không: Các trung đoàn 1596, 1597.

#### Kế hoạch
Sau Chiến dịch tấn công Nevel, tướng K. N. Galitsky vẫn kiên trì yêu cầu STAVKA và tư lệnh Phương diện quân Kalinin điều động thêm binh lực tăng cường để tiếp tục tấn công, mở rộng bàn đạp. Đặc biệt, do quân Đức Liên tục phản kích, thành phố Nevel đã trở thành một "thành phố mặt trận" do chỉ cách tiền duyên chưa đến 10 km, nằm trong tần bắn của pháo binh Đức. Đại bản doanh bộ Tổng tư lệnh quân đội Liên Xô cũng diễn ra cuộc tranh luận giữa việc tiếp tục tấn công hoặc tạm dừng tấn công để chờ đến khi tập trung đầy đủ lực lượng dự bị, vũ khí, phương tiện và tạo được một thế trận có lợi trên hướng Tây. Trước những ý kiến ngược chiều nhau, Tổng tư lệnh I. V. Stalin chọn giải pháp trung bình. Ông ra lệnh cho các phương diện quân trên hướng Tây mở một số chiến dịch đệm, vừa để tạo thế cho các chiến dịch tấn công chiến lược sau này, vừa để giam chân các binh đoàn xe tăng mạnh của quân đội Đức Quốc xã, không để cho quân Đức điều các binh đoàn này xuống mặt trận Ukraina. Do các nguyên soái G. K. Zhukov và A. M. Vasilevsky đã điều phối hoạt động của 4 phương diện quân Ukraina, Tổng tư lệnh I. V. Stalin giao cho nguyên soái pháo binh N. N. Voronov tiếp tục chỉ đạo hoạt động của các phương diện quân trên hướng Tây, bao gồm cả các phương diện quân Pribaltic 1 và 2.
Kế hoạch tấn công của hai phương diện quân Pribaltic khá đơn giản. Phương diện quân Pribaltic 2 sẽ mở một mũi tấn công từ tây bắc bàn đạp Nevel lên tuyến sông Velikan ở phía bắc, bao vây cụm quân Đức tại Novosokolniki. Phương diện quân Pribaltic 1 sẽ mở mũi tấn công từ tây nam bàn đạp Nevel xuống phía nam sông Tây Dvina, bao vây cụm quân Đức tạo Gorodok và đánh chiếm Vitebsk. Mỗi phương diện quân đều được bổ sung những sinh lực mới gồm các tập đoàn quân cận vệ 6 và 11. Mỗi tập đoàn quân đều có một quân đoàn xe tăng. Các mũi tấn công chủ yếu đều xuất phát từ Nevel. Các hướng thứ yếu tại phía đông Novosokolniki và phía đông khu vực Gorodok - Vitebsk có nhiệm vụ thu hút chủ lực quân Đức ra khỏi các hướng tấn công chính.

### Quân đội Đức Quốc xã

#### Binh lực
Tập đoàn quân xe tăng 3 thuộc Cụm tập đoàn quân Trung tâm do thượng tướng Georg-Hans Reinhardt làm tư lệnh, phòng thủ hướng Gorodok - Vitebsk. Binh lực gồm có:
- Quân đoàn bộ binh 6 của trung tướng Hans Jordan, trong biên chế có:
  - Bộ binh: Các sư đoàn 14, 87, 206; Trung đoàn biệt kích 36; Cụm tác chiến Vitebsk
  - Pháo binh trực thuộc quân đoàn: Các tiểu đoàn pháo nòng dài 2,5,7; Trung đoàn lựu pháo 513.
  - Trợ chiến: Các tiểu đoàn bộ binh moto 46, 406; các tiểu đoàn công binh, thông tin, hậu cần.
- Quân đoàn bộ binh 9 của trung tướng Rolf Wuthmann, trong biên chế có:
  - Bộ binh: Sư đoàn đổ bộ đường không 6; các sư đoàn bộ binh 129, 252; Trung đoàn biệt kích 113; Cụm tác chiến Gorodok.
  - Pháo binh trực thuộc quân đoàn: Các trung đoàn pháo nòng dài 365, 547; Trung đoàn sơn pháo 628; các tiểu đoàn súng cối 177, 190, 600, 667.
  - Thiết giáp: Sư đoàn xe tăng 20.
  - Trợ chiến: Các tiểu đoàn trinh sát, thông tin, công binh, hậu cần.
- Quân đoàn bộ binh 53 của trung tướng Friedrich Gollwitzer, trong biên chế có:
  - Bộ binh: Các sư đoàn đổ bộ đường không 3, 4; các sư đoàn bộ binh 246, 256
  - Pháo binh trực thuộc quân đoàn: Các tiểu đoàn pháo binh hạng nặng 1, 7; các trung đoàn pháo nòng dài 39, 41, 845; các trung đoàn lựu pháo 46, 51, 106; các tiểu đoàn súng cối 103, 415, 557, 564.
  - Thiết giáp: Sư đoàn xe tăng 25.
  - Trợ chiến:Các tiểu đoàn trinh sát, thông tin, công binh, hậu cần.
- Sư đoàn an ninh 201 (trực thuộc tư lệnh Tập đoàn quân)

Tập đoàn quân 16 thuộc Cụm tập đoàn quân Bắc do thượng tướng Christian Hansen làm tư lệnh, cánh phải của Tập đoàn quân này phòng thủ trên hướng Novosokoniki - Pskov. Binh lực gồm có:
- Quân đoàn bộ binh 10 của tướng Thomas-Emil von Wickede, trong biên chế có:
  - Bộ binh: Các sư đoàn bộ binh xung kích 5, 8; Sư đoàn đổ bộ đường không 21; Sư đoàn bộ binh 30.
  - Pháo binh trực thuộc quân đoàn: Trung đoàn pháo binh hỗn hợp 519
  - Trợ chiến:Các tiểu đoàn trinh sát, thông tin, công binh, hậu cần.
- Quân đoàn bộ binh 43 của tướng Karl von Oven, trong biên chế có:
  - Bộ binh: Các sư đoàn 83, 205, 263.
  - Thiết giáp: Trung đoàn cơ giới 504, Trung đoàn pháo tự hành 666
  - Pháo binh trực thuộc quân đoàn: Trung đoàn lựu pháo 35, các tiểu đoàn súng cối 656 và 786.
  - Trợ chiến: Các tiểu đoàn trinh sát, thông tin, công binh, hậu cần.

#### Kế hoạch
Sau khi bị quân đội Liên Xô đánh bật khỏi Nevel, Tổng hành dinh quân đội Đức Quốc xã đã điều động bổ sung cho Tập đoàn quân xe tăng 3 5 sư đoàn bộ binh và 1 sư đoàn xe tăng. Quân đoàn bộ binh 43 thuộc Tập đoàn quân 16 cũng được tăng cường các sư đoàn bộ binh xung kích 5 và 6 rút từ hướng Leningrad. Trên hướng Tây và tây bắc Nevel, các quân đoàn bộ binh 10 và 43 (Đức) thiết lập các tuyến phòng thủ dọc theo sông Drissa và sông Velikan, trong đó có các trung tâm phòng ngự mạnh tại Idritsa, Pustoshka và Novosokolniki. Trên hướng tây nam và Nam Nevel, Tập đoàn quân xe tăng 3 cũng tổ chức phòng thủ nhiều lớp trên các con sông Obol, Obsyanks che chở cho cụm cứ điểm Gorodok và sông Tây Dvina che chở cho Vitebsk. Các sư đoàn xe tăng, các trung đoàn cơ giới và pháo tự hành có nhiệm vụ lập nhiều chốt chặn tại các tuyến đường sắt và đường bộ nối Nevel với Polotsk, với Pskov và Nevel qua Gorodok đến Vitebsk. Một loạt các hồ từ Tây sang Đông gồm các hồ Sintsa, Yemnets, Ordovo, Yeritse, Sennitsa và dải hồ-đầm lầy chạy từ Bắc xuống Nam gồm các hồ Sbino, Bernovo, Chernovo và Kosho, cũng được lợi dụng như những chướng ngại tự nhiên, kết hợp với các bãi mìn để hạn chế sức mạnh của xe tăng, thiết giáp.
Ngày 6 tháng 11 năm 1943, Adolf Hitler đến Vitebsk để úy lạo sĩ quan và binh sĩ Đức thuộc Cụm tập đoàn quân Trung tâm. Đây cũng là lần duy nhất, Hitler đi thăm quân Đức ở ngay sát mặt trận như vậy, 6 sư đoàn cảnh binh SS và hàng vạn mật vụ Gestapo được huy động để bảo đảm an toàn cho chuyến tàu hỏa đặc biệt chở Hitler trên suốt dọc tuyến đường sắt Berlin - Warshawa - Minsk. Thế giới chỉ được thông tin về chuyến đi thăm mặt trận này của Hitler ba ngày sau đó qua Đài phát thanh Berlin, khi Hitler đã về đến Berlin an toàn. Một tuần sau đó, hãng phim Wochenshau theo lệnh của Paul Joseph Göbbels đã làm một bộ phim tài liệu dài 30 phút về chuyến thăm mặt trận này của Hitler. Dư luận phương Tây cho rằng chuyến đi mặt trận này là đòn tuyên tuyền đáp trả cuộc đi thăm mặt trận tại Phương diện quân Kalinin của Tổng tư lệnh tối cao Liên Xô Iosif Vissarionovich Stalin trước đó mấy tháng.
Tại Vitebsk, Hitler yêu cầu thống chế Ernst Busch, Tư lệnh Cụm tập đoàn quân Tập đoàn quân Trung tâm (Đức) phải tấn công để loại bỏ mối nguy hiểm do "chỗ lồi Nevel" đang bị quân đội Liên Xô chiếm giữ gây ra. Đến ngày 13 tháng 12, khi quân đội Liên Xô phát động chiến dịch tấn công Gorodok - Vitebsk. Hitler vẫn yêu cầu Bộ Tổng tham mưu quân đội Đức quốc xã nhắc nhở thống chế Ernst Busch về việc này:
| “                        | Mệnh lệnh của Quốc trưởng yêu cầu xác định mục tiêu trước mắt của Tập đoàn quân xe tăng 3 là đột kích và tiêu diệt đối phương ở phía tây Nevel; qua đó cải thiện thế trận trên mạn sườn phía bắc của Cụm tập đoàn quân Trung tâm. Lệnh này phải được thực hiện ngay lập tức và vô diều kiện | ” |
| — Thừa lệnh Führer - OWH | |   |

## Diễn biến

### Tạo thế ở phía bắc Vitebsk
Tại phía nam Nevel, ngày 2 tháng 11, Tập đoàn quân xung kích 4 (Liên Xô) bắt đầu tấn công vào tuyến phòng thủ của quân Đức dọc theo các hồ Sintsa, Emenets, Ordovo. Ngày 6 tháng 11, các chốt chặn của Sư đoàn bộ binh 252 (Đức) dọc theo con đường sắt Nevel - Polotsk lần lượt bị thất thủ. Các sư đoàn bộ binh 154, 381 và Lữ đoàn xe tăng 236 bắt đầu mở rộng cuộc tấn công sang hướng tây nam và hướng Nam. Ngày 8 tháng 11, Tập đoàn quân xe tăng 3 (Đức) mở cuộc phản kích lớn bằng quân của Sư đoàn đổ bộ đường không 6 (được tăng viện thay Sư đoàn đổ bộ dường không 2 đã bị tiêu diệt) và một trung đoàn xe tăng của Sư đoàn xe tăng 20 vào thị trấn Khvoshno, đẩy lùi Sư đoàn bộ binh 156 (Liên Xô) về phía bắc sâu 1,5 km. Ngày 9 tháng 11, Sư đoàn bộ binh 47 (Tập đoàn quân xung kích 4) được điều đến tăng viện đã chặn đứng cuộc phản công của 6 tiểu đoàn bộ binh và hơn 50 xe tăng Đức.
Ngày 11 tháng 11, Sư đoàn bộ binh 154 (Liên Xô) chiếm được điểm cao 255 phía nam hồ Sintsa, Sư đoàn bộ binh 381 đã khống chế toàn bộ đoạn đường sắt và đường bộ từ Polotsk đi Nevel, loại bỏ nguy cơ phản công của quân Đức từ phía tây nam vào Nevel. Ngày 12 tháng 11, Quân đoàn bộ binh cận vệ 2 và Sư đoàn bộ binh 334 di chuyển theo con đường sắt vừa chiếm được đã tập kết ở phía tây hồ Svino. Ngày 13 tháng 11, Quân đoàn kỵ binh cận vệ 3 vừa được tăng viện cho Tập đoàn quân xung kích 4 đã mở cuộc tấn công từ phía đông hồ Svino dọc theo sông Obol xuống phía nam. Đòn đột kích bất ngờ của kỵ binh Liên Xô đã đánh tan hai trung đoàn bộ binh của Sư đoàn an ninh 201, buộc sư đoàn này phải tháo chạy về phía nam sông Obol. Tuyến phòng thủ của quân Đức ở phía tây bắc Gorodok bị thủng một mảng lớn. Ngày 16 tháng 11, Quân đoàn kỵ binh cận vệ 3 vượt sông Obol và tiếp tục tấn công.
Ngày 19 tháng 11, tướng Georg-Hans Reinhardt tung Sư đoàn xe tăng 20 và Trung đoàn biệt kích 113 ra chặn đường tiến của Quân đoàn kỵ binh cận vệ 3 nhưng vô hiệu. Ngày 22 tháng 11, các sư đoàn kỵ binh cận vệ 4, 5 và Trung đoàn pháo tự hành 1814 đã có mặt ở vùng hồ Kosho, tây bắc Gorodok. Theo sau các đơn vị này là Quân đoàn xe tăng 5 và Quân đoàn bộ binh cận vệ 22. Đòn đột kích của kỵ binh và xe tăng Liên Xô đã tạo thành một chỗ lồi rộng từ 20 đến 25 km, sâu 45 km về hướng Vitebsk. Ngày 24 tháng 11, Quân đoàn bộ binh cận vệ 22 (Liên Xô) đánh chiếm thị trấn Mishnyevichi, uy hiếp phía tây Vitebsk. Tướng Georg-Hans Reinhardt buộc phải huy động cụm quân phòng thủ ở Vitebsk ra hướng Sirotino (Sirocina) phối hợp với Sư đoàn bộ binh 206 và Trung đoàn biệt kích 36 giữ cửa ngõ phía tây Vitebsk.

### Bế tắc trên hướng Novosokolniki
Ở phía bắc, Phương diện quân Pribaltic 2 sử dụng Tập đoàn quân xung kích 3 và Tập đoàn quân cận vệ 6 mới được điều đến mặt trận mở hai hướng tấn công sang phía tây và phía bắc. Ngày 15 tháng 11, Tập đoàn quân xung kích 3 sử dụng các lữ đoàn xe tăng 78, 92 và 118 mở đường cho các Quân đoàn bộ binh 79 và 90 tấn công sang phía tây. Ngày 18 tháng 11, Quân đoàn bộ binh 90 và các lữ đoàn xe tăng 78 và 118 đã vượt sông Drissa, đánh bật Quân đoàn bộ binh 43 (Đức) khỏi khu vực hồ Sintsa, Ở hướng tây bắc Nevel, Tập đoàn quân cận vệ 6 triển khai tấn công dọc theo đường bộ đi Pskov, làm như đang tấn công đánh chiếm thành phố này. Ngày 23 tháng 11, Quân đoàn bộ binh cận vệ 23, Lữ đoàn xe tăng cận vệ 38 và các trung đoàn xe tăng cận vệ 3, 27, 30 bẻ mũi tấn công lên phía bắc, tiến về đầu mối giao thông Pustoshka.
Phát hiện ý đồ bao vây khu vực Novosokolniki của quân đội Liên Xô, ngày tướng Christian Hansen điều Quân đoàn bộ binh 10 gồm 4 sư đoàn bộ binh và 4 trung đoàn xe tăng hạng nặng từ Staraya Russa xuống trấn giữ tuyến đường sắt Novosokolniki - Idritsa. Ngày 25 tháng 11, Quân đoàn bộ binh 10 (Đức) chặn được đòn tấn công của Quân đoàn bộ binh cận vệ 23 và Lữ đoàn xe tăng cận vệ 38 thuộc Tập đoàn quân cận vệ 6 (Liên Xô) tại khu vực nhà ga Pustoshka. Ở phía bắc Nevel, hai trung đoàn xe tăng và 2 sư đoàn bộ binh Đức triển khai phản kích vào phía sau Cụm cơ động của Tập đoàn quân cận vệ 6 đang tấn công lên phía bắc, buộc tướng I. M. Chistyakov phải tung các quân đoàn bộ binh còn tại và 5 trung đoàn xe tăng để tổ chức phòng thủ tại khu vực Bykovo (???) và các eo đất giữa các hồ Malyi Ivan, Bolshoi Ivan, Karatai.
Không bỏ ý đồ tấn công, ngày 26 tháng 11, tướng M. M. Popov gọi điện trực tiếp cho Bộ Tổng tham mưu quân đội Liên Xô xin điều hai quân đoàn xe tăng đến Phương diện quân Pribaltic 2 với lời cam đoan sẽ đánh chiếm Idritsa trong vòng vài ba ngày. 16 giờ chiều 26 tháng 11, đại tướng A. I. Antonov Phó tổng tham mưu trưởng quân đội Liên Xô truyền đạt đến tướng M. M. Popov ý kiến của Tổng tư lệnh tối cao I. V. Stalin:
| “                                | Bộ tổng tư lệnh Tối cao ra lệnh cho Phương diện quân Pribaltic 2 tạm thời chuyển sang phòng ngự tại khu vực Nevel. Các đơn vị khác trên tiền duyên của phương diện quân có thể tiếp tục các hoạt động tấn công trong sự phối hợp với Phương diện quân Leningrad. Chỉ thị này phải được thi hành nghiêm chỉnh. Hãy nhớ rằng Phương diện quân Pribaltic 1 sẽ bắt đầu tấn công trong những ngày tới theo hướng Gorodok. Nhiệm vụ của đồng chí là bảo đảm an toàn phía sau lưng cho Bagramyan. Giải phóng Gorodok sẽ tạo cơ hội thuận lợi cho quân đội ta đánh chiếm Vitebsk và uy hiếp cánh trái của Cụm tập đoàn quân Trung tâm (Đức); đồng thời loại bỏ nguy cơ kẻ thù tấn công vào chỗ lồi Nevel từ hướng Nam. | ” |
| — Aleksey Innokentyevich Antonov | |   |

Không còn thê đội 2 tiếp sức, cụm cơ động của Tập đoàn quân cận vệ 6 không thể tiến đến tuyến sông Velikan theo kế hoạch. Tập đoàn quân xung kích 3 cũng không còn lực lượng dự bị để tấn công lên Idritsa. Chiến dịch tạo thế của Phương diện quân Pribaltic 2 buộc phải dừng lại.

### Hợp vây quân Đức ở phía nam Nevel
Phương diện quân Pribaltic 1 có hai tuần tạm dừng tấn công để bố trí lại binh lực và điều chỉnh kế hoạch. Theo như kế hoạch cũ thì các tập đoàn quân xung kích 4, cận vệ 11 sẽ đảm nhận mũi chủ công và đồng loạt tấn công trên chính diện từ hồ Ordovo đến hồ Kosho để đánh chiếm Gorodok và phát triển xuống Vitebsk. Tuy nhiên, do Tập đoàn quân xung kích 4 đã tiến sâu xuống phía nam nên binh lực bị dàn mỏng. Ở phía đông Gorodok, Tập đoàn quân 43 với binh lực yếu hơn không thể bịt được cửa mở rộng đến hơn 60 km từ Gorodok đến phía tây Suraz. Nơi tiếp giáp của Tập đoàn quân 43 với Tập đoàn quân cận vệ 11 ở phía bắc và Tập đoàn quân 39 ở phía nam bị ngăn cách bởi các vùng đất trũng lầy lội dọc theo các con sông Obsyaka và Tây Dvina. Tướng I. Kh. Bagramyan quyết định chọn giải pháp bao vây và tiêu diệt cụm quân Đức ở khu vực phía nam hồ Ordovo trước khi đánh chiếm Gorodok. Các cánh quân xung kích gồm Quân đoàn xe tăng cận vệ 1 và Quân đoàn xe tăng 5, các quân đoàn bộ binh cận vệ 8, 36 (Tập đoàn quân cận vệ 11) và các quân đoàn bộ binh cận vệ 2, 22 (Tập đoàn quân xung kích 4).
Nửa đêm 12 tháng 12 đến trước bình minh ngày 13 tháng 12, trên dải tấn công của Tập đoàn quân cận vệ 11, Quân đoàn xe tăng cận vệ 1 bắt đầu triển khai trên tiền duyên. Do điều kiện chuyển quân gấp nên chỉ có hơn 50% số xe tăng và pháo tự hành của Quân đoàn có mặt tại vị trí xuất phát tấn công. Lữ đoàn xe tăng 159 (27 xe tăng T34), Trung đoàn pháo chống tăng 338 (12 pháo tự hành 85 mm), một tiểu đoàn của Trung đoàn pháo phòng không 1720 và Quân đoàn bộ binh cận vệ 36 sẽ hợp thành thê đội 1 cánh phải, có nhiệm đột phá từ Zhukovo (???). Lữ đoàn xe tăng 117 (21 xe tăng T-34), Trung đoàn pháo tự hành 1437 (12 pháo tự hành SU-122), 2 tiểu đoàn của Trung đoàn pháo phòng không 1720 hợp thành thê đội 1 cánh trái, đột kích từ khu vực Bodnikov (???). Thê đội 2 gồm Lữ đoàn cơ giới 44, Lữ đoàn xe tăng cận vệ 10 và Quân đoàn bộ binh cận vệ 16 được tăng cường tiểu đoàn 2 súng cối hạng nặng của Sư đoàn súng cối 108 (12 súng cối 120 mm đặt trên xe xích) đóng tại làng Avdeykov (???). Trung đoàn pháo nòng dài cận vệ 93, Trung đoàn lựu pháo 1320 và Trung đoàn phòng không 1279 cũng được triển khai ngay sau tuyến tấn công. Sở chỉ huy chiến dịch và Trung đoàn pháo phản lực gồm 5 đại đội BM-13 đóng tại Dubrovka. Mật độ pháo binh của Tập đoàn quân cận vệ 11 đạt đến 180 nòng súng trên 1 km chính diện tấn công.
Trên tuyến tấn công của Tập đoàn quân xung kích 4, rạng sáng ngày 13 tháng 12, Quân đoàn xe tăng 5 và các Quân đoàn bộ binh cận vệ 2, 22 đã vào vị trí. Do triển khai tấn công từ eo đất hẹp giữa hai hồ Bernovo và Chernovo nên Tập đoàn quân xung kích 4 chỉ triển khai một mũi tấn công. Thê đội 1 gồm toàn bộ Quân đoàn xe tăng 5 (80 xe tăng T-34, 21 xe tăng T-26, 36 pháo tự hành Su-85 và Su-122) và Quân đoàn bộ binh cận vệ 2. Thê đội 2 gồm Lữ đoàn xe tăng cận vệ 34 (41 xe tăng T-34) và Quân đoàn bộ binh cận vệ 22. Lực lượng dự bị gồm Lữ đoàn xe tăng 236, Tiểu đoàn xe tăng độc lập 171 và Quân đoàn bộ binh 60. Do thiếu pháo binh hạng nặng nên tướng K. N. Galitsky đã giảm mật độ pháo binh ở hướng thứ yếu xuống còn 30 khẩu/km chính diện để đạt được mật độ 84 khẩu/km chính diện ở hướng đột phá.
Trinh sát mặt trận đã tìm hiểu cụm quân Đức đóng ở mỏm đất nhô phía bắc chỗ lồi Gorodok và phát hiện thấy Quân đoàn bộ binh 9 (Đức) bố trí tại đây các Sư đoàn bộ binh 83 và 129 (13 tiểu đoàn), Cụm tác chiến sư đoàn bộ binh 113, Tiểu đoàn công binh 214, tại nhà ga Buchikha (???) có Trung đoàn xe tăng 24 của Sư đoàn xe tăng 20 gồm 80 xe tăng. 7 giờ sáng ngày 13 tháng 12, trên khu vực Nevel - Gorodok, trời đầy mây thấp. Tầm nhìn xa chỉ từ 2 đến 3 km. Tướng N. F. Papivin báo cáo cho tư lệnh phương diện quân I. Kh. Bagramyan biết việc sử dụng không quân oanh tạc và không quân cường kích sẽ rất khó khăn. Tuy nhiên, I. Kh. Bagramyan quyết định không thay đổi kế hoạch. Ông chỉ cho lui lại giờ G thêm 1 giờ 30 phút chờ cho mây tan bớt và trời ấm lên.
9 giờ sáng 13 tháng 12, loạt đạn lựu pháo đầu tiên của Tập đoàn quân cận vệ 11 và Tập đoàn quân xung kích 4 bắt đầu nổ tung trên các chiến hào tuyến 1 của quân Đức. Sau 15 phút xạ kích, pháo binh ngừng bắn 5 phút. Qua đối kính pháo, các chỉ huy pháo binh Liên Xô quan sát thấy quân Đức trong các tuyến phòng thủ thứ hai và thứ ba bắt đầu di chuyển ra tuyến đầu. Phút thứ 20 của trận pháo kích, các khẩu pháo nòng dài bắt đầu lên tiếng. Chúng bắn sâu vào tuyến phòng thủ phía trong của quân Đức, nơi các tiểu đoàn quân Đức đang di chuyển ra phía ngoài. Các khẩu đội lựu pháo cũng được lệnh tăng tầm bắn trong khi các loại súng cối 81 mm và 120 mm tiếp tục nã đạn lên tuyến phòng thủ đầu tiên, vô hiệu hóa nốt các hỏa điểm còn sống sót của quân Đức. 15 phút cuối của trận pháo kích, các loạt đạn Katyusha tạo nên những quầng lửa chạy dài trên tuyến phòng thủ thứ ba của quân Đức. Tiếng réo của đạn bay và tiếng gầm của đạn nổ các cỡ tạo thành một mớ âm thanh hỗn tạp, đinh tai nhức óc ngay cả đối với những người đã từng quen với chiến trận.
10 giờ 15 phút, tại cánh quân phía đông, công binh Liên Xô bắt đầu lao các nhịp cầu gỗ trên các bãi lầy cho xe tăng vượt qua. 10 giờ 45 phút, các lữ đoàn xe tăng 159 và 117 đã tràn sang bên kia đồng lầy và cùng với bộ binh xông lên. Trong giờ tấn công đầu tiên, họ đã vượt qua 500 mét trên các tuyến phòng thủ đầu tiên và thứ hai của quân Đức. 18 giờ chiều ngày 13 tháng 12, Lữ đoàn xe tăng 117 chiếm làng Bulin (???), cách tuyến xuất phát tấn công khoảng 10 km. 20 giờ tối, Lữ đoàn xe tăng 159 cắt đứt đường cao tốc Nevel - Vitebsk ở phía tây làng Pilkovo (???) sau khi tiến công được 15 km.
Tại cánh quân phía tây, 10 giờ 15 phút, các cỡ pháo của Tập đoàn quân xung kích 4 (Liên Xô) bắt đầu khai hỏa. Tuy mật độ đạn không được dày nhưng cũng đủ để chế áp các khẩu đội pháo, súng cối và tiêu diệt các hỏa điểm súng máy của quân Đức trên tuyến đầu. 10 giờ 45 phút, Quân đoàn xe tăng 5 kéo theo Quân đoàn bộ binh cận vệ 2 bắt đầu xung phong. Trên cánh trái, Sư đoàn bộ binh 381 gặp phải sức kháng cự cứng rắn của quân Đức tại các ngôi làng Morozniki (???) và Krepin (???) khi họ tấn công từ phía nam hồ Bernovo. Thậm chí, quân Đức đã chặn đứng Sư đoàn bộ binh 90 (Liên Xô). Tướng V. I. Svetsov điều Lữ đoàn xe tăng 70 từ thê đội hai lên trợ chiến cho Sư đoàn 90 cũng chỉ đạt được kết quả thực hiện chiều sâu nhiệm vụ từ 1,5 đến 2 km trong ngày tấn công đầu tiên. Hướng tấn công của quân đội Liên Xô từ phía bắc hồ Chernovo đạt được kết quả khả quan hơn. Tại đây, Quân đoàn bộ binh cận vệ 22 có hai lữ đoàn xe tăng 24 và 41 dẫn đầu đã tiến sâu 8 km trong ngày đầu tiên và chỉ còn cách đường sắt Nevel - Gorodok hơn 3 km.
Ngày 14 tháng 12, Tập đoàn quân cận vệ 11 tiếp tục tấn công. Quân Đức điều đến phía tây làng Pylkov (???) Trung đoàn bộ binh 428 và hai tiểu đoàn của Trung đoàn bộ binh 427 tiến hành phản kích với sự yểm hộ của Trung đoàn pháo binh 2 và Tiểu đoàn súng cối 129 thuộc Sư đoàn bộ binh 129. Cuộc chiến giành giật đoạn đường cao tốc từ Kayki (???) qua Suchki (???) đến Lopaukh (???) kéo dài suốt ngày 14 tháng 12. Lữ đoàn xe tăng 159 và Quân đoàn bộ binh cận vệ 36 hầu như dẫm chân tại chỗ. 5 xe tăng T-34 bị pháo binh Đức bắn cháy. Để vượt qua điểm nút Suchky, ngày 15 tháng 12, tướng K. N. Galitsky điều Lữ đoàn cơ giới 44 và Sư đoàn bộ binh cận vệ 31 đến khu vực Suchki và Lopaukh. Cuối ngày 16 tháng 12, Quân đoàn xe tăng cận vệ 1 và Quân đoàn bộ binh 36 đã đánh bật được quân Đức sang phía tây đường bộ Nevel - Gorodok. Ngày 16 tháng 12, Lữ đoàn xe tăng 159 và Quân đoàn bộ binh cận vệ 36 tiếp tục đánh chiếm các làng Mekhovoye (???) và Froly (???), vòng lên bao vây trung tâm phòng ngự Bychikha (Bycycha) của quân Đức từ phía bắc. 12 giờ cùng ngày, Lữ đoàn xe tăng 117 và Lữ đoàn xe tăng 89 vừa đến mặt trận dẫn đầu Quân đoàn bộ binh cận vệ 8 đánh chiếm căn cứ hỏa lực pháo binh của Quân đoàn bộ binh 53 (Đức) tại phía bắc Voronyat (???), đánh chiếm các cứ điểm phòng thủ của Sư đoàn bộ binh 246 và 256 (Đức) tại Drozhakhov (???) và Byki ở phía nam Bychikha.
Trên cánh Tây, thành công của Sư đoàn bộ binh cận vệ 47 (Liên Xô) đã thúc đẩy cuộc tấn công. Ngày 15 tháng 12, Quân đoàn xe tăng 5 và các 4 sư đoàn của Quân đoàn bộ binh cận vệ 2 tiếp tục tiến lên. Sư đoàn bộ binh 90 đánh chiếm nhà ga Roslyakh (Roslyja), cắt đứt đường sắt Nevel - Gorodok ở phía bắc Bychikha. Sư đoàn bộ binh 381 đánh chiếm điểm cao 229,7. Từ đây, lựu pháo của quân đội Liên Xô đã có thể bắn trực chỉ vào Bychikha. Sư đoàn bộ binh 47 tiếp tục vòng xuống phía nam, đánh chiếm cụm phòng ngự của quân Đức tại nhà ga Bychikha. Tối 16 tháng 12, Quân đoàn xe tăng cận vệ 1 và Quân đoàn xe tăng 5 gặp nhau tại làng Blokhi (???), hoàn thành cuộc tấn công bao vây các sư đoàn của Quân đoàn bộ binh 9 (Đức) tại phía bắc Bychikha.
Ngày 17 tháng 12, Tập đoàn quân Xung kích 4 được lệnh tung thê đội 2 vào trận để tiêu diệt 3 sư đoàn Đức trong vòng vây từ tuyến hồ Bernovo, Svino, Ordovo, Ezerishye đến Zhukovo, phía bắc tuyến Zhukovo, Bychikha, hồ Chernovo. Tập đoàn quân cận vệ 11 được lệnh vừa giữ vòng vây bên ngoài, vừa tập trung lại lực lượng để tổ chức tấn công về hướng Gorodok - Vitebsk trong khi quân Đức còn chưa kịp "hồi sức". Ngày 18 tháng 9, các sư đoàn bộ binh 87, 211 và trung đoàn còn lại của Sư đoàn xe tăng 20 (Đức) tổ chức đột kích phá vây qua sông Obol về phía tây bắc hồ Svino nhưng không thoát. Quân đoàn kỵ binh cận vệ 3 (Liên Xô) đã huy động các sư đoàn kỵ binh cận vệ 5, 6 và Trung đoàn pháo tự hành 1814 đập tan cuộc đột kích phá vây. Tàn quân Đức chạy ngược trở lại phía đông sông Obol. Sau 5 ngày giao chiến ác liệt, ngày 22 tháng 12, Quân đoàn bộ binh cận vệ 2 và Quân đoàn bộ binh 60 cũng các lữ đoàn xe tăng 34 và 236 đã kết liễu cánh quân Đức bị vây; tiêu diệt và làm bị thương hơn 20.000 sĩ quan và binh lính Đức, bắt hơn 2.000 tù binh; phá hủy 69 xe tăng, 164 pháo, 123 súng cối, 586 súng máy hạng nặng, 760 ô tô các loại và 16 kho hàng. Quân đội Liên Xô thu giữ 37 xe tăng và pháo tự hành, 194 pháo, 75 súng cối, 110 ô tô, 24 kho vũ khí, đạn dược và thiết bị quân sự. Trước mắt Phương diện quân Pribaltic 1 còn nhiệm vụ chủ yếu của chiến dịch: đánh chiếm Gorodok và tấn công Vitebsk.

### Giải phóng Gorodok
Trong giai đoạn cuối của chiến dịch này, thượng tướng I. Kh. Bagramyan dự định tấn công Vitebsk bằng hai mũi đột kích. Tập đoàn quân cận vệ 11 sau khi hoàn thành bao vây cụm quân Đức ở khu vực phía bắc Bychikha sẽ quay mũi xuống phía nam, phối hợp với cánh phải của Tập đoàn quân xung kích 4 đánh chiếm Gorodok và phát triển xuống Vitebsk. Tập đoàn quân 43 sẽ đánh một đòn bổ trợ vào Quân đoàn bộ binh 6 (Đức) đang phòng ngự từ Smolovka qua hồ Vymno đến sông Tây Dvina và tiến dọc theo con sông này về Vitebsk. Trong một hoạt động phối hợp, Tập đoàn quân 39 (Phương diện quân Byelorussia 3) từ khu vực Lyozna sẽ đánh đòn vu hồi từ phía đông vào Vitebsk. Tuy nhiên, sau hơn một tuần chiến đấu, các lực lượng Hồng quân cũng bị tiêu hao đáng kể, nhất là xe tăng. Ngoài 13 xe tăng bị quân Đức phá hủy còn có 18 chiếc khác đang được sửa chữa và hơn 10 chiếc mắc lầy đang chờ được kéo lên. Trong các trận đánh tạo thế và giai đoạn tấn công đầu tiên của chiến dịch, pháo binh Phương diện quân Pribaltic 1 đã tiêu thụ hơn hơn 350.000 viên đạn (kể cả đạn Katyusha, đạn súng cối và đạn pháo chống tăng các cỡ). Họ chỉ còn lại 112.290 viên. Theo tính toán của trung tướng pháo binh N. M. Khlevnikov, chỉ huy pháo binh của Phương diện quân, cần phải bổ sung thêm 127.000 viên đạn pháo từ 45 mm trở lên để có thể duy trì hỏa lực trong một tuần tiếp theo của chiến dịch. Một số pháo hạng nặng vẫn còn bị kẹt lại phía sau do thiếu sức kéo và địa hình lầy lội. Vì vậy, cuộc tấn công bị hoãn đến ngày 24 tháng 12.
Trước tình thế không thể đảo ngược và các thiệt hại lớn về quân số và phương tiện, tướng Georg-Hans Reinhardt buộc phải co về phòng thủ. Ngày 21 tháng 12, Quân Đức rút bỏ một loạt tiền đồn trên khu vực sông Obsyanka, các cứ điểm Sudary (???), Smolovka để tập trung quân phòng thủ Gorodok và Vitebsk. Ngày 22 tháng 12, trinh sát của Tập đoàn quân 43 (Liên Xô) báo cáo về việc "trước mặt họ không có địch". Không thể chần chừ thêm một ngày, đêm 22 rạng ngày 23 tháng 12, tướng I. Kh. Bagramyan ra lệnh tấn công.
Mãi đến 11 giờ sáng 23 tháng 12, các Quân đoàn xe tăng 5 và cận vệ 1 mới có thể xuất phát tấn công sau một giờ pháo kích. Cánh phải của Tập đoàn quân 43 nhanh chóng đánh chiếm cứ điểm Sudary chỉ còn một tiểu đoàn Đức ở lại chặn hậu và dễ dàng vượt qua sông Obsyanka. 13 giờ cùng ngày, Quân đoàn bộ binh 91 đánh chiếm cứ điểm Smolovka. Trên hướng tấn công chủ yếu, Quân đoàn xe tăng 5 kéo theo Quân đoàn bộ binh cận vệ 8 tiến dọc theo con đường sắt từ Bychikha đi Gorodok. Bên trái họ, Quân đoàn xe tăng cận vệ 1 (chỉ còn lại 54 xe tăng hoạt động được) dẫn đầu Quân đoàn bộ binh cận vệ 16 tấn công dọc theo đường cao tốc Nevel - Vitebsk. Chiều 23 tháng 12, các đơn vị và xe tăng và bộ binh Liên Xô đã áp sát Gorodok từ ba phía. Tướng I. Kh. Bagramyan quyết định không dừng lại mà tổ chức tấn công tiếp tục vào nửa đêm 23, rạng sáng ngày 24 tháng 12, không chờ pháo binh theo kịp để yểm hộ.
2 giờ sáng ngày 24 tháng 12, các sư đoàn bộ binh 26 và 83 tổ chức tấn công Gorodok từ hướng Tây với sự yểm hộ của Lữ đoàn xe tăng cận vệ 34 và Tiểu đoàn xe tăng cận vệ 2. Quân đoàn bộ binh cận vệ 16 và Lữ đoàn xe tăng 159 tấn công từ phía đông. Quân Đức đã bỏ lỏng khu vực cánh đồng lầy phía bắc Gorodok, nơi con đường sắt phải vòng tránh sang phía đông vì cho rằng xe tăng không thể tấn công từ đây. Tiểu đoàn xe tăng 2 của Lữ đoàn xe tăng 236 đã làm quân Đức bất ngờ bằng việc sử dụng tất cả những vật liệu ván sàn thu được từ các toa tàu hỏa bị phá hỏng của quân Đức để lát đường cho xe tăng tiến lên. 4 xe tăng T-34 xuất hiện bất ngờ đã tiêu diệt 4 xe tăng PZ-IV và hai pháo tự hành Stg-85 của quân Đức. Quân đoàn bộ binh cận vệ 16 từ phía bắc tràn vào Gorodok, phối hợp với Quân đoàn bộ binh 8 giải phóng Gorodok. Quân đội Liên Xô bắt giữ hơn 30 lính Đức mang theo các bình xăng và lựu đạn đi đốt phá các khu phố.
8 giờ tối 24 tháng 12, Đài phát thanh Moskva truyền đi nhật lệnh của Tổng tư lệnh tối cao quân đội Liên Xô chúc mừng Phương diện quân Pribaltic 1 giải phóng Gorodok. Ngay sau bản nhật lệnh, pháo binh quân khu Moskva bắn 12 loạt pháo hoa từ 124 khẩu đại bác chào mừng thắng lợi của phương diện quân này.

### Dừng lại trước cửa ngõ Vitebsk
Trong 10 ngày sau đó, Tập đoàn quân xung kích 4 tiếp tục tấn công xuống phía nam, đánh chiếm Murozhnitsa, cắt đứt cả đường sắt và đường bộ từ Vitebsk đi Vinius và uy hiếp Vitebsk từ phía tây. Tập đoàn quân cận vệ 11 tiếp tục mở rộng chiến dịch, đưa tuyến mặt trận sâu thêm 5 đến 10 km về phía nam đến hồ Savchensky và thị trấn cùng tên. Tập đoàn quân 43 cũng thiết lập trận tuyến mới phía nam hồ Vymno, cách Vitebsk gần 20 km về phía đông bắc. Trên hướng Tây, Tập đoàn quân 39 cũng mở một chiến dịch nhỏ, đánh chiếm thị trấn Koobti và một chỗ lồi sâu từ 5 đến 10 km, rộng 25 km phía đông nam Vitebsk khoảng 15 km. Ngày 31 tháng 12 năm 1943, Phương diện quân Pribaltic 1 dừng tấn công.
Trên cơ sở những bàn đạp chiếm được phía tây, phía đông và phía bắc Vitebsk, ngày 3 tháng 2 năm 1944, Phương diện quân Pribaltic 1 tiếp tục mở một chiến dịch mới nhằm đánh chiếm Vitebsk. Từ bàn đạp Morozhnitsa (???), Tập đoàn quân xung kích 4 sử dụng Quân đoàn kỵ binh cận vệ 3, Lữ đoàn xe tăng 34 và Quân đoàn bộ binh 60 tấn công vào Gorbachi (???), phía tây Vitebsk 10 km. Tập đoàn quân cận vệ 11 điều động Quân đoàn bộ binh cận vệ 8, Lữ đoàn xe tăng cận vệ 10 đột phá tuyến phòng thủ của Quân đoàn bộ binh 53 (Đức) tại khu vực Savchensky (Sauconki). Tập đoàn quân 43 tiến công dọc theo sông Tây Dvina đến Boldaryevo (???), đông bắc Vitebsk. Mặc dù được sự yểm hộ của pháo binh với mật độ lên đến 150 khẩu/km chính diện, trong đó có 120 khẩu lựu pháo 152 mm, súng cối 120 mm và 122 mm. Tuy nhiên, do trinh sát pháo binh không tỷ mỷ nên kế hoạch pháo kích bị phá vỡ, không đạt được mục tiêu chế áp các trận địa pháo của quân Đức. Trong số 69 khẩu pháo/1 km chính diện của quân Đức, chỉ có 17 khẩu bị tiêu diệt. Số còn lại vẫn tiếp tục phát huy hỏa lực. Chính các lữ đoàn xe tăng cận vệ 19 và 34 đã bị thiệt hại nặng do hỏa lực đó. Sau 5 ngày tấn công, quân đội Liên Xô trên hướng Vitebsk chỉ tiến thêm không quá 6 km. Ngày 8 tháng 2 năm 1944 tướng I. Kh. Bagramyan phải ra lệnh đình chỉ các cuộc tấn công, chuyển toàn bộ Phương diện quân Pribaltic 1 sang tư thế phòng ngự tích cực.

## Kết quả, đánh giá và ảnh hưởng

### Kết quả
Các thông tin từ phía Liên Xô cho biết trong chiến dịch Gorodok, họ đã loại khỏi vòng chiến đấu 65.000 sĩ quan và binh lính Đức, bắt 3.300 tù binh, giải phóng 1.220 điểm dân cư, trong đó có thành phố Gorodok. Các nguồn thống kê lưu trữ Đức cho biết, tại các trận đánh trong tháng 11 và 12 năm 1943 trên mặt trận phía đông, Tập đoàn quân xe tăng 3 (Đức) tổn thất 10.357 người chết, 4.057 người mất tích, 21.910 người bị thương.
Tính chung cho cả Chiến dịch tấn công Nevel và Chiến dịch Gorodok (1943) được Phương diện quân Kalinin (từ ngày 20 tháng 10 đổi thành Phương diện quân Pribaltic 1) tổ chức trên cùng một hướng, quân đội Liên Xô đã huy động tổng cộng 198.000 quân. Tổng thiệt hại về nhân lực gồm 43.551 người chết và mất tích, 12.535 người bị thương.
Kết quả có tính chiến lược, chiến thuật là quân đội Liên Xô không những đã bảo vệ thành công bàn đạp Nevel mà còn mở rộng lên gấp hơn ba lần, chia cắt sâu và rộng hơn tuyến tiếp giáp giữa Cụm tập đoàn quân Trung tâm và Cụm tập đoàn quân Bắc (Đức); đồng thời đe dọa cánh Bắc của Cụm tập đoàn quân Trung tâm và uy hiếp nghiêm trọng cụm phòng thủ Vitebsk, một trong 5 cụm phòng thủ chiến lược của quân đội Đức Quốc xã trên cái gọi là "ban công Byelorussia". So với kế hoạch đặt ra, Phương diện quân Pribaltic 1 vẫn chưa đạt được mục tiêu đánh chiếm thành phố Vitebsk.

### Đánh giá

#### Quân đội Liên Xô
Trong giai đoạn đầu, nhờ chuẩn bị kỹ lưỡng, tiến hành trinh sát chu đáo, vạch kế hoạch tỷ mỷ, sử dụng các đòn đột kích mạnh và tập trung vào những chỗ yếu trên tuyến phòng ngự của Tập đoàn quân xe tăng 3 (Đức); quân đội Liên Xô đã thu được thành công rất to lớn. Đòn đánh hợp vây của hai cánh quân xung kích do hai quân đoàn xe tăng làm nòng cốt đã chia cắt và bao vây hơn 3 sư đoàn Đức ở "mỏm" Bychikha - Ezerishe. Việc phân công cho thê đội 2 của Tập đoàn quân xung kích 4 tiêu diệt cụm quân Đức tại đây và Tập đoàn quân cận vệ 11 tiếp tục tấn công xuống Gorodok là một sự bố trí hợp lý. Trong quá trình thanh toán hơn 3 sư đoàn Đức bị vây, quân Đức đã tìm cách chọc thủng vòng vây tại khu vực đóng quân của Tập đoàn quân xung kích 4. Cuộc phá vây này của quân Đức đã thất bại nhờ lực lượng kỵ binh đủ mạnh của Quân đoàn kỵ binh cận vệ 3.
Chiến thuật pháo kích của quân đội Liên Xô trong giai đoạn đầu cũng được bố trí khoa học. Các mục tiêu đều được đo đạc chính xác và phân công chi tiết cho từng đại đội pháo binh đảm nhận. Do đó, các trận địa pháo của quân Đức trong khu vực bị tấn công đều phản pháo yếu ớt. Bộ binh và xe tăng Liên Xô ít chịu áp lực của pháo binh đối phương. Về không quân thì mặc dù thời tiết trên khu vực tấn công không thuận lợi nhưng Tập đoàn quân không quân 3 đã chuyển mục tiêu oanh tạc chủ yếu nhằm vào các tuyến giao thông của quân Đức từ tuyến sau ra mặt trận, ngăn chặn đáng kể các hoạt động chuyển quân tăng viện cho tuyến đầu của quân Đức.
Tuy nhiên, trong giai đoạn sau của chiến dịch, các cấp chỉ huy của Phương diện quân Pribaltic 1 bắt đầu tỏ ra chủ quan, đánh giá thấp chiến thuật co cụm phòng thủ của Tập đoàn quân xe tăng 3 (Đức). Việc chiếm được Gorodok một cách chóng vánh chỉ sau hai ngày tấn công đã càng làm tăng thêm tâm lý chủ quan thỏa mãn đó. Mặt khác, do kế hoạch ban đầu chỉ tính toán tỷ mỷ cho mục tiêu Gorodok. Còn mục tiêu thứ hai là Vitebsk thì một mình Phương diện quân không thể hoàn thành nổi. Đòn tấn công đơn độc của Tập đoàn quân 39 (Phương diện quân Byelorussia 3) vào Koopti không thể đủ để thu hút chủ lực Tập đoàn quân xe tăng 3 (Đức) sang phía đông. Trên thực tế, Tập đoàn quan xe tăng 3 (Đức) chỉ điều đến đây một sư đoàn bộ binh, một trung đoàn pháo binh và một trung đoàn xe tăng chốt chặn ở những điểm cao hiểm yếu đã có thể ngăn cả Tập đoàn quân 39 (Liên Xô) không thể tiến xa hơn.
Nguyên soái pháo binh N. N. Voronov đã phân tích sai lầm của thượng tướng I. Kh Bagramyan khi ông chỉ tin vào quân báo của phương diện quân mà không chú ý đến những phát hiện của trinh sát pháo binh mà trung tướng N. M. Khlevnikov, chỉ huy pháo binh của Phương diện quân Pribaltic 1 đã thu thập được. N. N. Voronov coi đó là một trong những nguyên nhân cơ bản khiến cho các trận tấn công Vitebsk của phương diện quân này từ cuối tháng 12 năm 1943 đến đầu tháng 2 năm 1944 không thành công:
Tôi ủng hộ những phát hiện quan trọng của tướng Khlebnikov. Trong các tài liệu của quân báo phương diện quân đã có một số chỗ không chính xác và một số kết luận vội vàng. Những cái đó bao gồm việc đánh giá thấp sức mạnh phòng thủ của đối phương và việc đòi hỏi tăng nhu cầu đạn pháo một cách vô lý. Tác giả của những kế hoạch ấy (chỉ tư lệnh và tham mưu trưởng phương diện quân) đã đánh giá thấp cả những "dòng suối nhỏ", những cánh đồng lầy khi những cơn lũ của mùa xuân sớm năm 1943-1944 đổ về đã gây nhiều trở ngại nghiêm trọng cho quân đội. Đặc biệt là hai con sông Zaronok và Pestunitsa chảy qua phía bắc Vitebsk. Trong tâm trí các tướng lĩnh, sĩ quan, chiến sĩ của chúng ta, hai con sông này thường bị nguyền rủa thay vì chính sai lầm của chúng ta trong thất bại trên hướng Bắc Vitebsk...
N. N. Voropov cũng cho rằng sau thất bại ở phía bắc Gorodok, quân Đức đã đoán được mũi tiến công chủ yếu của Hồng quân sẽ hướng về Vitebsk. Và tướng Georg-Hans Reinhardt sẽ thà phải bỏ Gorodok để giữ chắc Vitebsk còn hơn cố giữ cả hai để rồi sẽ mất cả hai. Qua trinh sát, quân Đức nắm chắc ngày giờ cuộc tấn công của Phương diện quân Pribaltic 1 (ngày 3 tháng 2) nên đã chuẩn bị đối phó rất chi tiết; bao gồm cả việc phòng tránh hỏa lực pháo binh.

#### Quân đội Đức Quốc xã
Trong lần duy nhất đi thăm mặt trận ở sát tiền duyên, Hitler đã đúng khi đánh giá sự nguy hiểm của "chỗ lồi" Nevel đối với mặt trận của các cụm tập đoàn quân Bắc và Trung tâm (Đức) nhưng lại không nhận thấy sự nguy hiểm của một chỗ lồi khác đã hình thành ngay tại sườn trái của Tập đoàn quân xe tăng 3 trên khu vực trung lưu sông Obol mà tiền tiêu của nó trải dài từ Mishnyevichi đến phía tây Gorodok. Tướng Georg-Hans Reinhardt không hề "sao lãng" nhiệm vụ mà Führer giao cho và vẫn tấn công về hướng Nevel. Tuy nhiên, việc tấn công từ một "cái túi tác chiến" trên hướng Gorodok - Bychikha - Ezerishe là một sai lầm chiến thuật rất nghiêm trọng của viên tướng dày dạn kinh nghiệm này. Việc để Tập đoàn quân xung kích 4 (Liên Xô) đột phá sâu vào sườn trái của Tập đoàn quân xe tăng 3 đã tạo nên một nguy cơ lớn không chỉ cho các cụm phòng thủ Gorodok - Vitebsk từ phía tây mà còn đe dọa làm sụp đổ toàn bộ tuyến phòng thủ trên cánh Bắc của Cụm tập đoàn quân Trung tâm. Trong quá trình tác chiến trên hướng Gorodok - Nevel, Tập đoàn quân xe tăng 3 (Đức) tập trung chủ lực sang hướng Đông, đã để cho Tập đoàn quân kích 4 đột phá dễ dàng vào sườn trái và áp sát Gorodok. Nếu Bộ chỉ huy Phương diện quân Pribaltic 1 mạnh dạn hơn nữa, họ có thể mở các cửa đột phá sâu hơn về phía nam "cái túi tác chiến" Gorodok - Ezerishe và hậu quả sẽ rất khó lường đối với toàn bộ cánh bắc của cụm tập đoàn quân Trung tâm. Chỉ đến khi bị mất 3 sư đoàn rơi vào vòng vây của quân đội Liên Xô trên khu vực phía bắc Bychikha, tướng Georg-Hans Reinhardt mới vội vã rút các quân đoàn 9, 53 và sư đoàn còn lại của Quân đoàn bộ binh 9 về giữ Vitebsk và đó là quyết định mặc dù muộn nhưng duy nhất chính xác của tướng Georg-Hans Reinhardt trong chiến dịch này.

### Ảnh hưởng
Mặc dù vẫn giữ được Vitebsk nhưng điều đó không có nghĩa là thế trận của quân đội Đức Quốc xã trên cánh Bắc Byelorussia được cải thiện. Mất Gorodok và mất một lực lượng đáng kể bị hợp vây và tiêu diệt tại phía bắc Bychikha, Cụm phòng thủ Vitebsk của Tập đoàn quân xe tăng 3 (Đức) mất một cứ điểm phòng thủ tuyến ngoài quan trọng và trở nên trơ trọi trong vòng vây chưa khép kín từ ba phía của Quân đội Liên Xô. Các trận đột kích cấp sư đoàn của Quân đoàn bộ binh 53 nhằm giành lại đoạn đường sắt từ Vitebsk đi Vinius chạy qua Murozhnitsa không thành công càng làm tăng nguy cơ đối với quân Đức trên cánh Bắc của Cụm tập đoàn quân Trung tâm. Cho dù Phương diện quân Pribaltic 1 chưa lấy lại được Vitebsk nhưng thế trận trên hướng Vitebsk đã hoàn toàn có lợi cho họ. Và việc Hồng quân Liên Xô lấy lại Vitebsk chỉ còn là vấn đề thời gian.

## Tưởng niệm

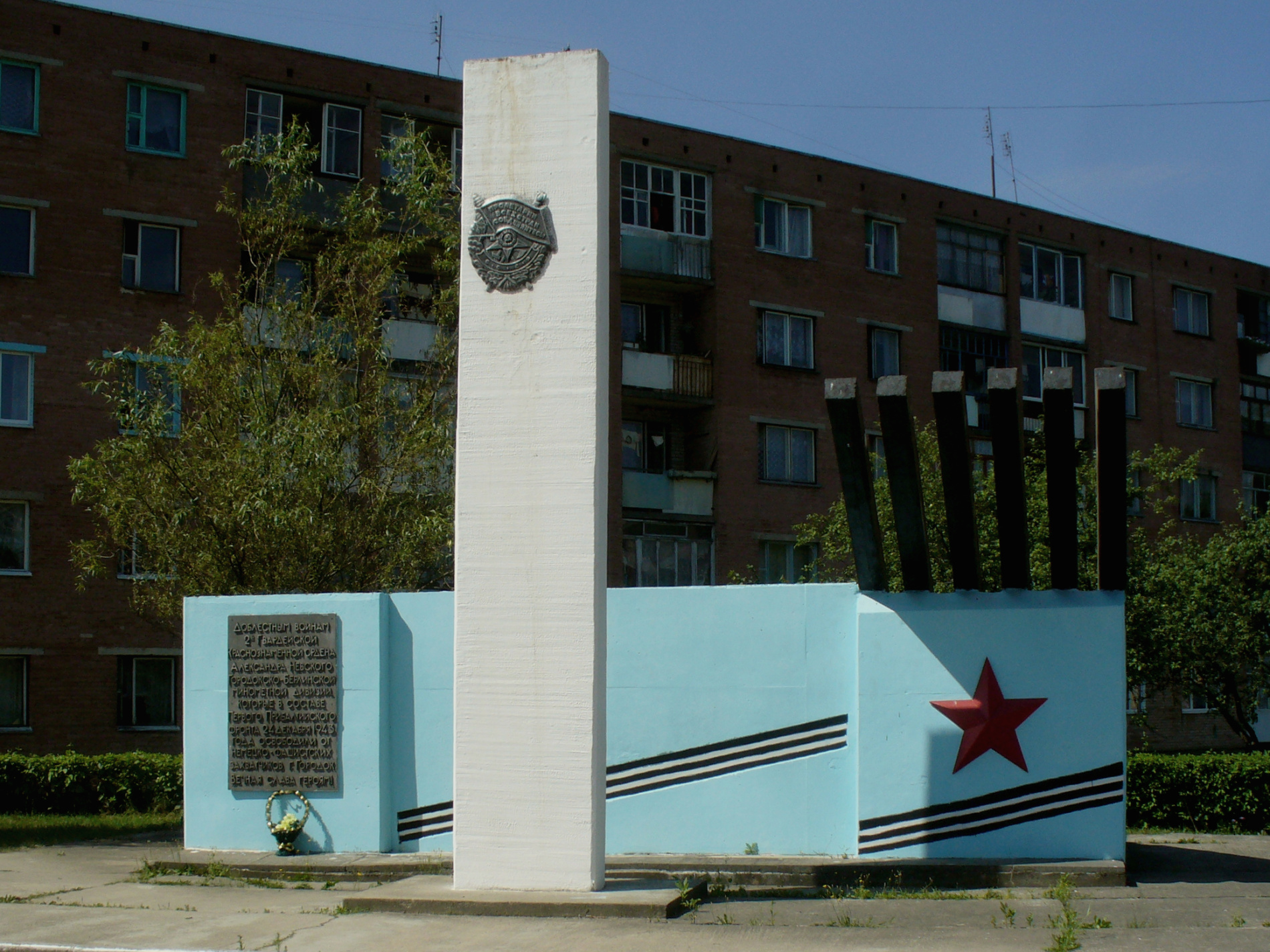
Đài tưởng niệm sư đoàn súng cối cận vệ số 2.

- Mười hai đơn vị chiến đấu xuất sắc trong chiến dịch đã được đặt tên hiệu "Gorodok", bao gồm:
  - Sư đoàn bộ binh cận vệ số 2
  - Sư đoàn bộ binh cận vệ số 11
  - Sư đoàn bộ binh cận vệ số 26
  - Sư đoàn bộ binh cận vệ số 83
  - Sư đoàn xe tăng cận vệ số 10
  - Sư đoàn pháo chống tăng số 17 (chỉ huy: đại tá V. P. Nelepa)
  - Trung đoàn pháo binh số 488 (đại tá M. Ya. Shtulberg)
  - Trung đoàn pháo binh số 523 (đại tá P. E. Toropov)
  - Sư đoàn súng cối cận vệ số 2 (đại tá I. A. Aprelkin)
  - Trung đoàn súng cối số 545 (trung tá A. P. Smirnov)
  - Tiểu đoàn công binh cơ giới hóa cận vệ số 6 (thiếu tá A. I. Yevgrafov)
  - Sư đoàn tiêm kích số 259 (đại tá Ya. A. Kurbatov)
- Một tượng đài về các chiến sĩ giải phóng Gorodok đã được dựng lên trong thành phố.
- Một đài tưởng niệm tại giao lộ đường Các Mác và đường Proletarskoy được xây dựng vào năm 1975.
- Một đài tưởng niệm được tạo dựng để vinh danh những người lính của Sư đoàn súng cối cận vệ số 2 mang tên "Gorodok-Berlin", Huân chương Cờ Đỏ,Huân chương Aleksandr Nevsky.
- Năm 1983, một con đường của thành phố được đặt tên là Bagramyan.
- Một đài tưởng niệm cũng được dựng lên tại nghĩa trang quân sự của thành phố.